# Xã Brighton, Michigan
Xã Brighton (tiếng Anh: Brighton Township) là một xã thuộc quận Livingston, tiểu bang Michigan, Hoa Kỳ. Năm 2010, dân số của xã này là 17.791 người.